# Diecezja Nashville
Diecezja Nashville (łac. Dioecesis Nashvillensis)  – diecezja Kościoła rzymskokatolickiego w USA, z siedzibą w Nashville. Została erygowana 28 lipca 1837 r. brewe papieża Grzegorza XVI jako sufragania archidiecezji Baltimore przez wydzielenie części terytorium diecezji Bardstown. 
Od 19 lipca 1850 r. była sufraganią archidiecezji Cincinnati, a od 10 grudnia 1937 r. – archidiecezji Louisville.
Z diecezji Nashville wydzielono diecezje: Memphis (20 czerwca 1970) i Knoxville (27 maja 1988). 
Obecnie diecezja obejmuje następujące hrabstwa stanu Tennessee: Bedford, Cannon, Cheatham, Clay, Coffee, Davidson, DeKalb, Dickson, Franklin, Giles, Grundy, Hickman, Houston, Humphreys, Jackson, Lawrence, Lewis, Lincoln, Loudon, 
Macon, Marion, Marshall, Maury, McMinn, Monroe, Montgomery, Moore, Overton, Perry, Polk, Putnam, Rhea, Roane, Robertson, Rutherford, Scott, Sequatchie, Sevier, Smith, Stewart, Sullivan, Sumner, Trousdale, Van Buren, Warren, 
Washington, Wayne, 
White, Williamson, 
Wilson.

## Biskupi
- Richard Pius Miles OP (28 lipca 1837–21 lutego 1860)
- James Whelan OP (21 lutego 1860–12 lutego 1864
- Patrick Feehan (7 czerwca 1865–10 września 1880, następnie arcybiskup Chicago
- Joseph Rademacher (3 kwietnia 1883–15 lipca 1893, następnie biskup Fort Wayne)
- Thomas Sebastian Byrne (10 maja 1894–4 września 1923)
- Alphonse John Smith (23 grudnia 1923–16 grudnia 1935)
- William Lawrence Adrian (6 lutego 1936–4 września 1969)
- Joseph Aloysius Durick (10 września 1969–2 kwietnia 1975)
- James Daniel Niedergeses (8 kwietnia 1975–13 października 1992)
- Edward Kmiec (13 października 1992–12 sierpnia 2004, następnie biskup Buffalo)
- David Choby (20 grudnia 2005-3 czerwca 2017)
- Mark Spalding (od 2017)